# Кремпдорф
Кремпдорф (нім. Krempdorf) — громада в Німеччині, розташована в землі Шлезвіг-Гольштейн. Входить до складу району Штайнбург. Складова частина об'єднання громад Горст-Герцгорн.
Площа — 5,64 км2. Населення становить 230 ос. (станом на 31 грудня 2020).